# Delk M. Oden

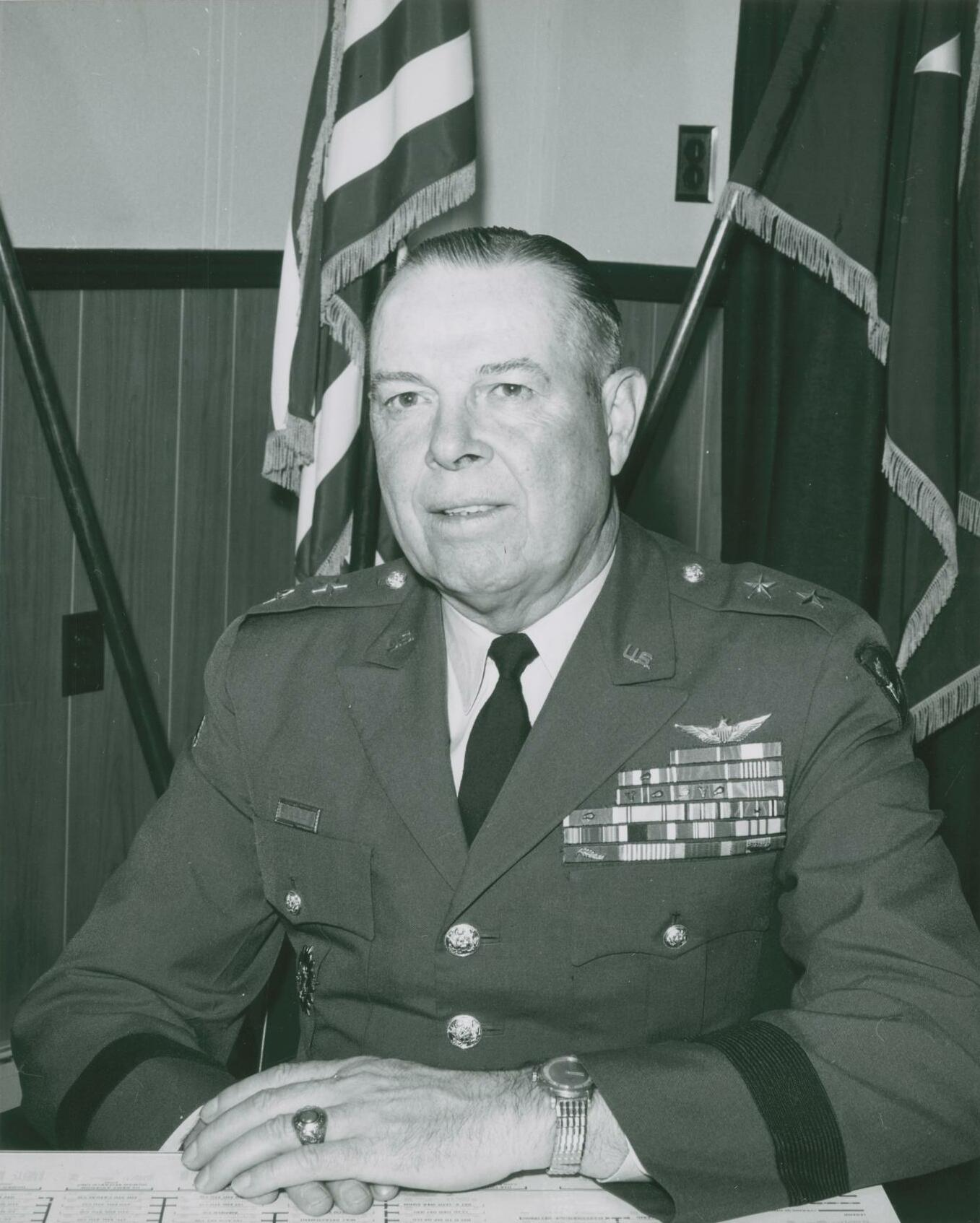
Delk M. Oden

Delk McCorkle Oden (* 13. Juli 1911 in Gordon, Palo Pinto County, Texas; † 13. Juni 1997 in Fort Belvoir, Fairfax County, Virginia) war ein Generalmajor der United States Army. Er war unter anderem Kommandeur der 1. Panzerdivision.
Delk Oden war ein Sohn von Samuel Bell Oden (1881–1942) und dessen Frau Clara Elizabeth Henderson (1884–1959). Er besuchte das Marion Military Institute in Alabama und in den Jahren 1933 bis 1937 durchlief er die United States Military Academy in West Point. Nach seiner Graduation wurde er als Leutnant der Infanterie zugeteilt. In der Armee durchlief er anschließend alle Offiziersränge vom Leutnant bis zum Zwei-Sterne-General.
Im Lauf seiner militärischen Karriere absolvierte Oden verschiedene Kurse und Schulungen. Dazu gehörten unter anderem das Command and General Staff College, das Armed Forces College, das United States Army War College und die Army Aviation School.
In seinen jüngeren Jahren absolvierte er den für Offiziere in den niederen Rangstufen üblichen Dienst in verschiedenen Einheiten und Standorten. Dazu gehörten auch Aufgaben als Stabsoffizier in verschiedenen Hauptquartieren. In den ersten beiden Jahren seiner aktiven Militärzeit war er in Hawaii beim 27. Infanterieregiment stationiert. Anschließend diente er in verschiedenen Infanterieregimentern auf dem US-amerikanischen Festland.
Im Januar 1942, wenige Wochen nach dem amerikanischen Eintritt in den Zweiten Weltkrieg, wurde Oden zur 4. Panzerdivision versetzt, wo er unter anderem Kommandeur verschiedener Bataillone war. Nachdem die 4. Panzerdivision im Juli 1944 in Frankreich gelandet war, wurde Oden Kommandeur des 35. Panzerregiments, das ebenfalls der 4. Panzerdivision unterstand. Mit dieser Einheit nahm er am weiteren Verlauf des Feldzugs der Alliierten durch Frankreich nach Deutschland teil. Er war an mehreren Gefechten beteiligt, darunter die Abwehr der deutschen Ardennenoffensive. Für seine damaligen militärischen Leistungen wurde er mit mehreren Orden ausgezeichnet.
Zwischen Oktober 1945 und März 1946 war Oden Stabschef der 4. Panzerdivision. In den folgenden vier Jahren absolvierte er einige der oben erwähnten Schulen und war zwischenzeitlich auch Stabsoffizier im Pentagon. Zwischen Februar 1950 und Juni 1952 war Oden in der Türkei stationiert, unter anderem als Stabschef der dortigen amerikanischen Militärmission. In den Jahren 1953 bis 1955 war er Stabschef der amerikanischen Besatzungsstreitkräfte in Österreich. Dort verblieb er dann bis 1956 als Militärattaché.
Im Dezember 1957 erhielt Delk Oden das Kommando über die Einheit Combat Command A, eine Brigade der 1. Panzerdivision. Dieses Kommando war praktisch identisch mit dem Oberbefehl über diese Division, die Ende der 1950er Jahre vorübergehend nur aus dieser Brigade bestand. Dieses Kommando behielt er bis zum Mai 1959. Daran schlossen sich einige Stellen als Generalstabsoffizier an. Ab Mai 1963 nahm Oden aktiv am Vietnamkrieg teil, zunächst als Stabsoffizier bei der Military Assistance Advisory Group, Vietnam. Zwischen Mai 1964 und März 1965 kommandierte er den US-Army Support Command für Vietnam. Danach gehörte er der Stabsabteilung G1 (Personal) im Heeresministerium an. Seine letzte Stelle als Kommandeur war die des kommandierenden Generals im U.S. Army Aviation Center in Fort Rucker in Alabama. Diese Stelle bekleidete er zwischen 1967 und 1970. Danach schied er aus dem aktiven Militärdienst aus.
In den Jahren 1973 bis 1975 war Delk Oden Vorstandsmitglied der Firma Bell Flight. Danach verbrachte er seinen Lebensabend in Washington, D.C. Der mit Margaret Avery (1914–2002) verheiratete Offizier starb am 13. Juni 1997 und wurde auf dem amerikanischen Nationalfriedhof Arlington beigesetzt.

## Orden und Auszeichnungen
Delk Oden erhielt im Lauf seiner militärischen Laufbahn unter anderem folgende Auszeichnungen:
- Distinguished Service Cross
- Army Distinguished Service Medal
- Silver Star
- Legion of Merit
- Bronze Star Medal
- Soldier’s Medal
- Purple Heart
- Croix de Guerre (Frankreich)